# Карл-Фрідріх фон дер Меден
Карл-Фрідріх фон дер Меден (нім. Karl-Friedrich von der Meden; 3 грудня 1896, Замплау — 26 грудня 1961, Ганновер) — німецький воєначальник, генерал-лейтенант вермахту. Кавалер Лицарського хреста Залізного хреста.

## Біографія
Учасник Першої світової війни. Після демобілізації армії залишений в рейсхвері. З 26 серпня 1939 року — командир 12-го розвідувального дивізіону. Учасник Польської і Французької кампаній, а також німецько-радянської війни. З 1 лютого 1942 по 14 березня 1943 року — командир 1-го стрілецького (з 5 липня 1942 року — танкового-гренадерського) полку. З 20 липня по 30 листопада 1943, з січня по 9 лютого і з травня по 20 вересня 1944 року — командир 17-ї танкової дивізії. З 1 по 9 жовтня 1944 і в січні 1945 року — командир 178-ї резервної танкової дивізії. З 6 лютого 1945 року — командир «Особливого штабу Медена» в зоні дії 4-ї танкової армії. Після завершення війни взятий в полон союзниками. В 1947 році звільнений.

## Звання
- Доброволець (18 серпня 1914)
- Фанен-юнкер (31 грудня 1914)
- Віце-вахмістр (19 листопада 1916)
- Лейтенант резерву (18 серпня 1917)
- Лейтенант (1 листопада 1922)
- Обер-лейтенант (1 квітня 1925)
- Ротмістр (1 квітня 1933)
- Майор (1 жовтня 1936)
- Оберст-лейтенант (1 березня 1940)
- Оберст (1 жовтня 1941)
- Генерал-майор (1 жовтня 1943)
- Генерал-лейтенант (1 липня 1944)

## Нагороди
- Залізний хрест 2-го класу (21 квітня 1917)
- Нагрудний знак «За поранення» в чорному (24 жовтня 1918)
- Рятувальна медаль (7 вересня 1927)
- Німецький імперський спортивний знак в бронзі
- Почесний хрест ветерана війни з мечами
- Медаль «За вислугу років у Вермахті» 4-го, 3-го і 2-го класу (18 років; 2 жовтня 1936) — отримав 3 медалі одночасно.
- Застібка до Залізного хреста 2-го класу (21 вересня 1939)
- Залізний хрест 1-го класу (13 жовтня 1939)
- Сертифікат Пошани Головнокомандувача Сухопутних військ Вермахту (№164; 25 липня 1941)
- Лицарський хрест Залізного хреста (8 серпня 1941)
- Медаль «За зимову кампанію на Сході 1941/42» (1 серпня 1942)
- Німецький хрест в золоті
- Відзначений у Вермахтберіхт (10 січня 1944)